# Cita a ciegas (telenovela mexicana)
Cita a ciegas es una telenovela de comedia romántica producida por Pedro Ortiz de Pinedo (en su debut en telenovelas) para Televisa en 2019. Es una nueva versión de la telenovela argentina Ciega a citas de Carolina Aguirre. Las grabaciones comenzaron el 20 de mayo de 2019. 
Se estrenó a través de Las Estrellas el 29 de julio de 2019 en sustitución de Juntos el corazón nunca se equivoca, y fue movida al horario de las 14:30 horas el 26 de agosto del mismo año por baja audiencia, siendo reemplazada por una segunda hora de La rosa de Guadalupe. La historia finalizó el 1 de noviembre del mismo año, mientras que su sustituta temporal terminó el 25 de octubre. Soltero con hijas reabrió el horario de las 20:30 horas para telenovelas el 28 de octubre.
Esta protagonizada por Victoria Ruffo, Sofía Garza, Arturo Peniche, Omar Fierro, y Gonzalo Peña; junto con Adrián Di Monte y Sara Corrales en los roles antagónicos y las actuaciones estelares de los primeros actores Édgar Vivar, Juan Ferrara y Susana Alexander (en su regreso a la televisión).

## Sinopsis
Lucía (Sofía Garza) es una vlogger cuya vida depende de la opinión de las personas, especialmente de Maura (Victoria Ruffo), su madre, que la cuida todo el día. Cuando la hermana de Lucía anuncia su compromiso, su madre comienza a preocuparse por el aspecto y la estabilidad emocional de Lucía, apostando a que asistirá sola a la boda, vestida de negro y más pesada que nunca. Lucía tendrá 258 días para perder peso, cambiar su imagen y encontrar un novio. La apuesta con su madre se vuelve viral y, a lo largo de la historia, Lucía contará lo que sucede en cada cita a ciegas.

## Reparto
- Victoria Ruffo como Maura Fuentes de Salazar[11][12]
- Arturo Peniche como Federico Salazar[9]
- Sofía Garza como Lucía González Fuentes[13][14]
- Gonzalo Peña como Marcelo Herrera Toscano[9]
- Omar Fierro como Ángel "Angelito" González Robledo[9]
- Sara Corrales como Ingrid Ortega[15]
- Adrián Di Monte como Roberto "Bobby" Silva Esquivel[15]
- Oka Giner como Marina Salazar Fuentes[15]
- Begoña Narváez como Berenice "Bere" Díaz
- Luz María Jerez como Lorena
- Anahí Allué como Alondra
- Itahisa Machado como Telma
- José Manuel Lechuga como Eduardo "Lalo" Urrutia (hijo)
- Magaly Boyselle como Amalia Prado
- José Luis Rodríguez "Guana" como Ernesto "El Wero" Calvo
- Carlos Hays como Espárrago
- Patricio José como Julián
- Abril Michel como Milagros "Mili" Urrutia
- Aidan Vallejo como Aitor Prado
- María José Mariscal como Laura
- Lara Campos como Naty
- Susana Alexander como Esther
- Édgar Vivar como Homero
- Juan Ferrara como Eduardo Urrutia (padre)
- Amara Villafuerte como Doctora Rosales
- Francisco Pizaña como Jorge Frutos
- Alicia Paola como Dora
- Denisha como Yolis
- Martín Navarrete como Aurelio
- Francisco Calvillo como Teo
- Fiona como Bárbara
- Gema Garoa como Cristina
- Sergio Kleiner como Clemente
- Claudio Lafarga como El Ilusionista[16]
- Jorge Aravena como Rufino[17]
- Gabriel Soto como Alfredo[18]
- Faisy como Dosberto
- Juan Diego Covarrubias como Carolo
- Martha Sabrina como Dany
- Ana Valeria como Jenny
- Naydelin Navarrete como Amy
- Ferny Graciano como Jocelyn
- Gabriela Ruffo como señora problemática[19]
- Queta Lavat como Romina[20]
- José Eduardo Derbez como Ricardo[21]
- Aldo Guerra como Adrián[22]
- Chris Pascal como César

## Episodios
| N.º | Título                              | Fecha de emisión original |
| --- | ----------------------------------- | ------------------------- |
| 1 | «#LadyApuestas»                     | 29 de julio de 2019       |
| Cuando su hermana Marina anuncia su compromiso, Lucía se entera de que su madre apuesta a que será la única persona infeliz en la boda. Ante esto, ella aceptará el desafío de Maura, por el cual será conocida en línea como Lady Apuestas. - Audiencia: 2.8                                        |                                     |                           |
| 2 | «La primera cita»                   | 30 de julio de 2019       |
| Lucía es invitada a una cita por un compañero de trabajo peculiar. Angelito quiere acercarse a Lucía, por lo que le pide a Salazar que ayude a su hija a visitarlo. Marcelo le propone a Lucía, junto con Eduardo, Lalo e Ingrid, hacer un vlog sobre su vida y sus citas a ciegas. - Audiencia: 2.7 |                                     |                           |
| 3 | «Mi ex-convicta»                    | 31 de julio de 2019       |
| Maura y Alondra van a dar a la cárcel por peleoneras; “Bobby” intentará convencer a Lucía para lanzar su videoblog. - Audiencia: 2.4 |                                     |                           |
| 4 | «Consuegras»                        | 1 de agosto de 2019       |
| Maura y Lorena intentan ponerse de acuerdo para la boda de sus hijos, pero con muchas dificultades; el video blog de Lucía es un éxito. - Audiencia: 2.5 |                                     |                           |
| 5 | «El ilusionista»                    | 2 de agosto de 2019       |
| Bobby crea el perfil de Lucía en una app y le consigue una cita, la cual, además de ser muy peculiar y ‘mágica’, desata los celos de Marcelo. - Audiencia: 2.5 |                                     |                           |
| 6 | «El verdadero tú»                   | 5 de agosto de 2019       |
| Lorena le exige a Lucía termine con su blog pues está afectando la relación de Marina y Julián; Lucía tiene una tercera cita bastante desastrosa. - Audiencia: 2.6 |                                     |                           |
| 7 | «Casa llena»                        | 6 de agosto de 2019       |
| Angelito y Alondra llegan a vivir a casa de Maura desatando el caos en la familia; Lucía conoce a un galán que la pone nerviosa. - Audiencia: 2.5 |                                     |                           |
| 8 | «Me gusta, pero me asusta»          | 7 de agosto de 2019       |
| Lucía quiere tener una cita con Alfredo, pero le da miedo que la rechace por ser tan galán. Parece que Marcelo esconde un secreto. - Audiencia: 2.2 |                                     |                           |
| 9 | «Tacos de canasta»                  | 8 de agosto de 2019       |
| Maura entra al borde del colapso cuando descubre el nuevo plan de Lorena para la boda de Marina; Lucía tiene una cita llena de ‘sentidos’ con Alfredo. - Audiencia: 2.3 |                                     |                           |
| 10 | «Doctor miedo»                      | 9 de agosto de 2019       |
| Salazar se emborracha con mezcal y, junto a Angelito, termina “luchando” en el ring con viejos amigos; Marcelo le confiesa a Lucía y a Ingrid que tiene una hija. - Audiencia: 2.5 |                                     |                           |
| 11 | «Happy hour»                        | 12 de agosto de 2019      |
| Bobby y Lucía salen a cenar y, como se les pasan las copas a ambos, ¡terminan juntos en la cama! Cosa que no hará muy feliz a Maura. - Audiencia: 2.0 |                                     |                           |
| 12 | «El cupcake de las disculpas»       | 13 de agosto de 2019      |
| Con un dulce pastelito, Lucía le pide perdón a Marcelo por el video que subió a su blog, pero esto desata los celos de Ingrid. - Audiencia: 2.1 |                                     |                           |
| 13 | «Cornaura»                          | 14 de agosto de 2019      |
| Maura estalla de celos y hace una escena que la lleva a prisión; Lucía tiene una cita desastrosa y acepta las condiciones para salir en televisión. - Audiencia: 2.0 |                                     |                           |
| 14 | «Cuerdas y flacas»                  | 15 de agosto de 2019      |
| Aunque a Lucía le está costando llevar la dieta, pacta con Maura continuarla siempre y cuando ella vaya a terapia. - Audiencia: 2.3 |                                     |                           |
| 15 | «Terapia regresiva»                 | 16 de agosto de 2019      |
| Maura revela mucho de su pasado con la psicóloga. Salazar planea dejar a su esposa y Lucía falla en su cita con Carolo. - Audiencia: 1.9 |                                     |                           |
| 16 | «Partida de tenis»                  | 19 de agosto de 2019      |
| Maura y Lucía se enfrentarán en la cancha, Telma podría estar en aprietos e Ingrid perderá a Naty en el parque de diversiones. - Audiencia: 2.1 |                                     |                           |
| 17 | «¡Sorpresa!»                        | 20 de agosto de 2019      |
| Por andar mintiendo, Ingrid le promete a Naty un viaje a Venecia, Telma sí está embarazada y Maura descubre que la Nena se casará en Las Vegas. - Audiencia: 2.0 |                                     |                           |
| 18 | «Mugre microbio»                    | 21 de agosto de 2019      |
| Durante un atraco, Carolo le demuestra a Lucía que más vale sola que mal acompañada y Maura cree que su hija fue secuestrada. - Audiencia: 1.6 |                                     |                           |
| 19 | «El despido»                        | 22 de agosto de 2019      |
| Lucía y Marcelo se reconcilian, Maura vuelve a quedar traumada tras recibir terapia y a alguien le dirán adiós de “Entre Nos” con peligrosas consecuencias. - Audiencia: 2.0 |                                     |                           |
| 20 | «Secretaria particular»             | 23 de agosto de 2019      |
| Maura queda tan impactada con lo que pasa en “Entre Nos”, que decide entrar a trabajar en la empresa como la asistente de Lucía. - Audiencia: 2.5 |                                     |                           |
| 21 | «#LadyMaura»                        | 26 de agosto de 2019      |
| Maura y Lucía discuten en el programa de televisión, pero cuando Lucía intenta demostrar que su madre es la “mala”, ¡todos se ponen a favor de Maura!. |                                     |                           |
| 22 | «Para mí, estás muerta»             | 27 de agosto de 2019      |
| Marina está tan dolida por lo que Lucía hizo en el programa que le asegura que a partir de hoy ya no tiene hermana, ¿Maura se volverá influencer?. |                                     |                           |
| 23 | «Varicela»                          | 28 de agosto de 2019      |
| Naty se enferma y provoca el caos por riesgo de contagio. Angelito le pide matrimonio a Alondra y Marcelo podría perder a su hija. |                                     |                           |
| 24 | «Tiene algo misterioso»             | 29 de agosto de 2019      |
| Lucía acepta salir en una cita con Jorge, pero ¿qué esconde su viejo amigo?; Maura y Alondra por fin hacen las paces y Lucía va al nutriólogo. |                                     |                           |
| 25 | «Golpe al saco»                     | 30 de agosto de 2019      |
| Lucía y Marcelo descargan toda su energía en el gym, pero Bobby aprovechará esa unión para amenazar a #LadyApuestas. |                                     |                           |
| 26 | «Sacudir la polilla»                | 2 de septiembre de 2019   |
| Marcelo le pone un alto a Ingrid por su poco amor hacia Naty y Lucía recibe una noticia que podría hacerle ganar la apuesta. |                                     |                           |
| 27 | «Águila vigía»                      | 3 de septiembre de 2019   |
| Maura y Alondra van a Guadalajara a espiar a Salazar, Marcelo quiere renunciar a “Entre Nos” y Lucía podría estar en peligro. |                                     |                           |
| 28 | «El marido del siglo»               | 4 de septiembre de 2019   |
| Maura descubre que Salazar es perfecto y, gracias al espionaje, ambos reviven la pasión perdida; Lucía recibe un suculento masaje de parte de Marcelo. |                                     |                           |
| 29 | «Fiesta de chicas»                  | 5 de septiembre de 2019   |
| Maura y Alondra deciden festejar por el amor, pero cuando Maura se entera de que su comadre se casará con Angelito, ¡todo cambiará!. |                                     |                           |
| 30 | «GPS»                               | 6 de septiembre de 2019   |
| 31 | «Tres kilos»                        | 9 de septiembre de 2019   |
| Lucía está logrando bajar de peso, pero esto le desata problemas con Marcelo. Marina termina con Julián por querer ser tatuador. |                                     |                           |
| 32 | «De grande quiero ser como tú»      | 10 de septiembre de 2019  |
| Marina le pide perdón a Lucía y le propone vivir juntas. Jorge continúa con su plan de destruir a Maura por medio de Lucía. |                                     |                           |
| 33 | «Los gemelos del terror»            | 11 de septiembre de 2019  |
| Lucía y Marcelo sufren en la dinámica de integración de Entre Nos. Marina quiere salir de su zona de confort. |                                     |                           |
| 34 | «Este viaje ha sido un desastre»    | 12 de septiembre de 2019  |
| En la dinámica de integración, Ingrid se contagia de varicela, Thelma se entera de que Bobby se hizo la vasectomía y Marcelo entra en crisis. |                                     |                           |
| 35 | «Agua fría»                         | 13 de septiembre de 2019  |
| Durante la dinámica de integración, Lucía es sorprendida por inesperada visita, quien le da una terrible noticia; mientras Marcelo presenta una crisis de paranoia, Ingrid sufre los estragos de la varicela.                                                                                        |                                     |                           |
| 36 | «Sherlock»                          | 16 de septiembre de 2019  |
| Lucía acepta que Marcelo tenía razón respecto a la cocinera; Lalo besa a Thelma luego de confesar su relación con Bobby; la enfermedad de Angelito avanza más rápido. |                                     |                           |
| 37 | «Angelito»                          | 17 de septiembre de 2019  |
| La colección de Angelito logra ser un éxito en la exposición, pese a que su enfermedad avanza; Lucía se entera de la relación entre Thelma y Bobby, quien chantajea a Lalo cuando le pide que renuncie a la empresa y fandom de Lucía reclama a Maura por la manera en que trata a su hija.          |                                     |                           |
| 38 | «Operación de vida o muerte»        | 18 de septiembre de 2019  |
| 39 | «El centro del mundo»               | 19 de septiembre de 2019  |
| 40 | «Vestida para matar»                | 20 de septiembre de 2019  |
| 41 | «¡Maura no está, Maura se fue!»     | 23 de septiembre de 2019  |
| 42 | «Todo tiene un final»               | 24 de septiembre de 2019  |
| 43 | «No imagino mi vida sin Marcelo»    | 25 de septiembre de 2019  |
| 44 | «S.O.S. Frutos»                     | 26 de septiembre de 2019  |
| 45 | «Será una muerte perfecta»          | 27 de septiembre de 2019  |
| 46 | «Al rescate de Maura»               | 30 de septiembre de 2019  |
| 47 | «El camino a la felicidad»          | 1 de octubre de 2019      |
| 48 | «La ley del mono»                   | 2 de octubre de 2019      |
| 49 | «Voto de castidad»                  | 3 de octubre de 2019      |
| 50 | «Un futuro mejor»                   | 4 de octubre de 2019      |
| 51 | «El que quiere acertar, espera»     | 7 de octubre de 2019      |
| 52 | «Los declaro marido y mujer»        | 8 de octubre de 2019      |
| 53 | «¡Lucía tiene una nueva cita!»      | 9 de octubre de 2019      |
| 54 | «El drama de Naty»                  | 10 de octubre de 2019     |
| 55 | «La otra casa»                      | 11 de octubre de 2019     |
| 56 | «El vestido amarillo de Naty»       | 14 de octubre de 2019     |
| 57 | «La impactante confesión de Ingrid» | 15 de octubre de 2019     |
| 58 | «No comprendo a los hombres»        | 16 de octubre de 2019     |
| 59 | «Nunca me vas a ver como algo más»  | 17 de octubre de 2019     |
| 60 | «Tristán e Isolda»                  | 18 de octubre de 2019     |
| 61 | «No me arrobes»                     | 21 de octubre de 2019     |
| 62 | «Son las Kardashians del canal»     | 22 de octubre de 2019     |
| 63 | «Sentimientos cósmicos»             | 23 de octubre de 2019     |
| 64 | «¡Tengo novio!»                     | 24 de octubre de 2019     |
| 65 | «Las villanas siempre pierden»      | 25 de octubre de 2019     |
| 66 | «Brindis por el amor»               | 28 de octubre de 2019     |
| 67 | «Arriésgate a ser feliz»            | 29 de octubre de 2019     |
| 68 | «Confía en tu corazón»              | 30 de octubre de 2019     |
| 69 | «No me sueltes»                     | 31 de octubre de 2019     |
| 70 | «Hay cosas que nunca cambian»       | 1 de noviembre de 2019    |

Nota
1. 1 2 3  Estos episodios se pre estrenaron el 26 de julio de 2019 a través de la página oficial y la cuenta en Youtube de Las Estrellas.[24]

## Premios y nominaciones

### TV Adicto Golden Awards 2019
| Categoría                          | Nominados      | Resultado |
| ---------------------------------- | -------------- | --------- |
| Mejor lanzamiento estelar femenino | Sofía Garza    | Ganadora  |
| Mejor primera actriz               | Victoria Ruffo | Ganadora  |

### Premios TVyNovelas 2020
| Categoría                  | Nominados                          | Resultados |
| -------------------------- | ---------------------------------- | ---------- |
| Mejor actriz de telenovela | Sofía Garza                        | Nominada   |
| Mejor primera actriz       | Victoria Ruffo                     | Nominada   |
| Mejor actor coestelar      | Omar Fierro                        | Nominado   |
| Mejor dirección de cámaras | Daniel Ferrer y Alfonso Mendoza    | Nominados  |
| Mejor dirección de escena  | Juan Carlos Muñoz y Rodrigo Curiel | Nominados  |
| Mejor guion o adaptación   | Andrés Burgos                      | Nominados  |
| Mejor tema musical         | «Así como soy» (Amelia)            | Nominados  |
| Los favoritos del público  |                                    |            |
| La más guapa               | Sofía Garza                        | Nominada   |
| El mejor final             | Pedro Ortiz de Pinedo              | Nominado   |
| Mejor reparto              | Pedro Ortiz de Pinedo              | Nominado   |